# Henanuniversitetet
Henanuniversitetet (kinesiska: 河南大学, pinyin: Henan Dàxué) är ett universitet som ligger i Kaifeng, Henan, Kina.
Det grundades 1912, och är därmed ett av de äldsta universiteten av modern typ i Kina. Sedan slutet av 1940-talet består det av fakulteter för de fria konsterna, vetenskap, juridik, jordbruk, ingenjörsvetenskap och medicin.